# Norges Hjemmefrontmuseum
Norges Hjemmefrontmuseum (NHM) er en del af Akershus fæstning i Oslo og er Norges ledende institution for besættelseshistorie.
NHM blev åbnet for første gang den 7. maj 1970, og var tidligere en privat stiftelse, men blev fra 1995 en del af Forsvarets museer. Museet har Norges mest omfattende samling af materiale knyttet til modstandsbevægelsen under 2. verdenskrig. Mellem 1970 og 2008 havde museet 3.2 millioner besøgende.
I museet indgår også historisk arkivmateriale fra Forsvarets Overkommando, og materiale skabt af norske myndigheder i både London og i Stockholm, samt lokalt materiale. Til sammen udgør museets arkivmateriale ca 450 hyldemeter. Fotoarkivet består af mellem 20.000 og 25.000 billeder samt 2.000 interviews med personer tilknyttet modstandskampen. Biblioteket kan benyttes efter aftale, men tilbyder ikke hjemlån.
Museets chef er Arnfinn Moland.